# Уловка-22 (фильм)
«Уловка-22» (англ. Catch-22) — кинофильм режиссёра Майка Николса по одноимённому роману Джозефа Хеллера. Антивоенная комедия абсурда.

## Сюжет
1944 год. На островке в Тирренском море расквартирован бомбардировочный полк ВВС США, в котором служат капитан Йоссариан (Алан Аркин), главный герой, и его сослуживцы. В ВВС США была установлена обязательная норма боевых вылетов (Tour of duty), после чего военнослужащий мог выйти в запас. Однако командир полка (Мартин Болсам), выслуживая очередной чин, постоянно повышает норму вылетов, а, кроме этого, у него вместе с лейтенантом Майло Майндербайндером (Джон Войт) имеется свой бизнес и все штатные парашюты он уже обменял на египетские финики.
Бегство с войны становится для Йоссариана навязчивой идеей. Все средства хороши, например, списание из-за сумасшествия. Ведь всякий, кто летает в таких условиях — бесспорно, сумасшедший. Но в том и заключается уловка-22, что комиссовать сумасшедшего можно только по его личному заявлению, а заявление с целью избежать боевых вылетов есть бесспорный признак здравого ума…

## Действующие лица и исполнители
Основной актёрский состав (указанный в начальных титрах):
- Алан Аркин — капитан Йоссариан (Бомбардир)
- Боб Балабан — капитан Орр (Пилот бомбардировщика)
- Мартин Болсам — полковник Кэткарт (командир 256-го бомбардировочного авиаполка)
- Бак Генри — подполковник Корн (заместитель командира авиаполка / военный полицейский в Риме)
- Ричард Бенджамин — майор Дэнби (помощник командира авиаполка)
- Сюзанна Бентон — боевая подруга генерала Дридла
- Марсель Далио — старик в борделе
- Норман Фелл — 1-й сержант Таузер (секретарь майора Майора, затем и. о. командира эскадрильи)
- Арт Гарфанкел — Капитан Нейтли (пилот)
- Джек Гилфорд — Доктор «Док» Даника (военно-полковой хирург авиаполка)
- Чарлз Гродин — капитан «Аарфи» Аардварк (штурман)
- Боб Ньюхарт — капитан/майор Майор (зав. прачечной, затем командир эскадрильи)
- Остин Пендлтон — подполковник Мудус
- Энтони Перкинс — капитан Тэппмен (капеллан авиаполка)
- Пола Прентисс — медсестра Даккетт
- Мартин Шин — 1-й лейтенант Доббс (пилот)
- Джон Войт — 1-й лейтенант Майлоу Миндербиндер (зав. кухней)
- Орсон Уэллс — бригадный генерал Дридл (командир авиабригады)

## Награды и номинации
- 1971 — две номинации на премию BAFTA: лучшая операторская работа (Дэвид Уоткин), премия ООН.
- 1971 — номинация на премию Гильдии сценаристов США за лучшую адаптированную драму.
- 1972 — участие в конкурсной программе Вальядолидского кинофестиваля.